# Harcanville
Harcanville é uma comuna francesa na região administrativa da Normandia, no departamento de Sena Marítimo. Estende-se por uma área de 7,53 km². Em 2010 a comuna tinha 518 habitantes (densidade: 68,8 hab./km²).